# Postemmalocera cuprella
Postemmalocera cuprella är en fjärilsart som beskrevs av Caradja 1935. Postemmalocera cuprella ingår i släktet Postemmalocera och familjen mott. Inga underarter finns listade i Catalogue of Life.